# Edward VII van het Verenigd Koninkrijk
Albert Edward (Buckingham Palace, Londen, 9 november 1841 – aldaar, 6 mei 1910) was als Edward VII van 22 januari 1901 tot zijn overlijden op 6 mei 1910 koning van het Verenigd Koninkrijk van Groot-Brittannië en Ierland en keizer van Indië. Hij was de eerste vorst uit het Huis Saksen-Coburg en Gotha die over het Verenigd Koninkrijk regeerde.

## Het edwardiaans tijdperk
Voordat hij de troon besteeg hield Edward de titel Prins van Wales en was hij erfgenaam van de Britse troon. Hij was tot 2017 degene die de titel Prins van Wales het langst hield in de geschiedenis van Groot-Brittannië, namelijk 59 jaar. In 2017 werd hij hierin gepasseerd door destijds prins Charles. Tijdens het lange koningschap van zijn moeder, koningin Victoria en weduwe sinds 1861, werd Edward buiten de staatszaken gehouden en mocht hij zich niet bemoeien met de politiek. Hij verbleef veel in Parijs en hield zich vooral met zichzelf bezig, met zijn vele minnaressen, de mode en zijn familie.
De periode waarin Edward regeerde stond in het Verenigd Koninkrijk bekend als het edwardiaans tijdperk (Edwardian period), de opvolger van de beroemde victoriaanse periode. Het was het begin van een nieuwe eeuw en van vele veranderingen in de technologie, het sociale leven, de opkomst van de luchtvaart en het steeds populairder worden van het socialisme. Zo werd op 27 februari 1900 de Labour Party opgericht. Edward speelde een rol in de modernisering van de Home Fleet, een onderdeel van de Britse Royal Navy. De Home Fleet beschermde de Britse territoriale wateren. Hij was ook verantwoordelijk voor de reorganisatie van het Britse leger na de Tweede Boerenoorlog die zich afspeelde in Zuid-Afrika, dat toen onderdeel was van het Britse Rijk.

## Jonge leven

### De eerste jaren
Edward werd geboren om 10:48 uur op 9 november 1841 te Buckingham Palace in Londen. Zijn moeder was de Britse koningin Victoria, de enige dochter van Eduard August van Kent en prinses Victoire van Saksen-Coburg-Saalfeld. Zijn vader was prins-gemaal Albert van Saksen-Coburg en Gotha (zijn ouders waren neef en nicht van elkaar). Hij werd gedoopt als Albert Edward, de eerste naam naar zijn vader en de tweede naam naar zijn grootvader aan moederskant. Hij werd gedoopt in de St. George's Chapel van Windsor Castle op 25 januari 1842. Zijn peetouders waren de koning Frederik Willem IV van Pruisen, zijn grootoom Adolf van Cambridge, koning Ferdinand II van Portugal, de hertogin van Saksen-Coburg en Gotha, de hertogin van Saksen-Coburg-Aaltenburg en prinses Sophia van het Verenigd Koninkrijk. In de familie stond hij beter bekend als Bertie.

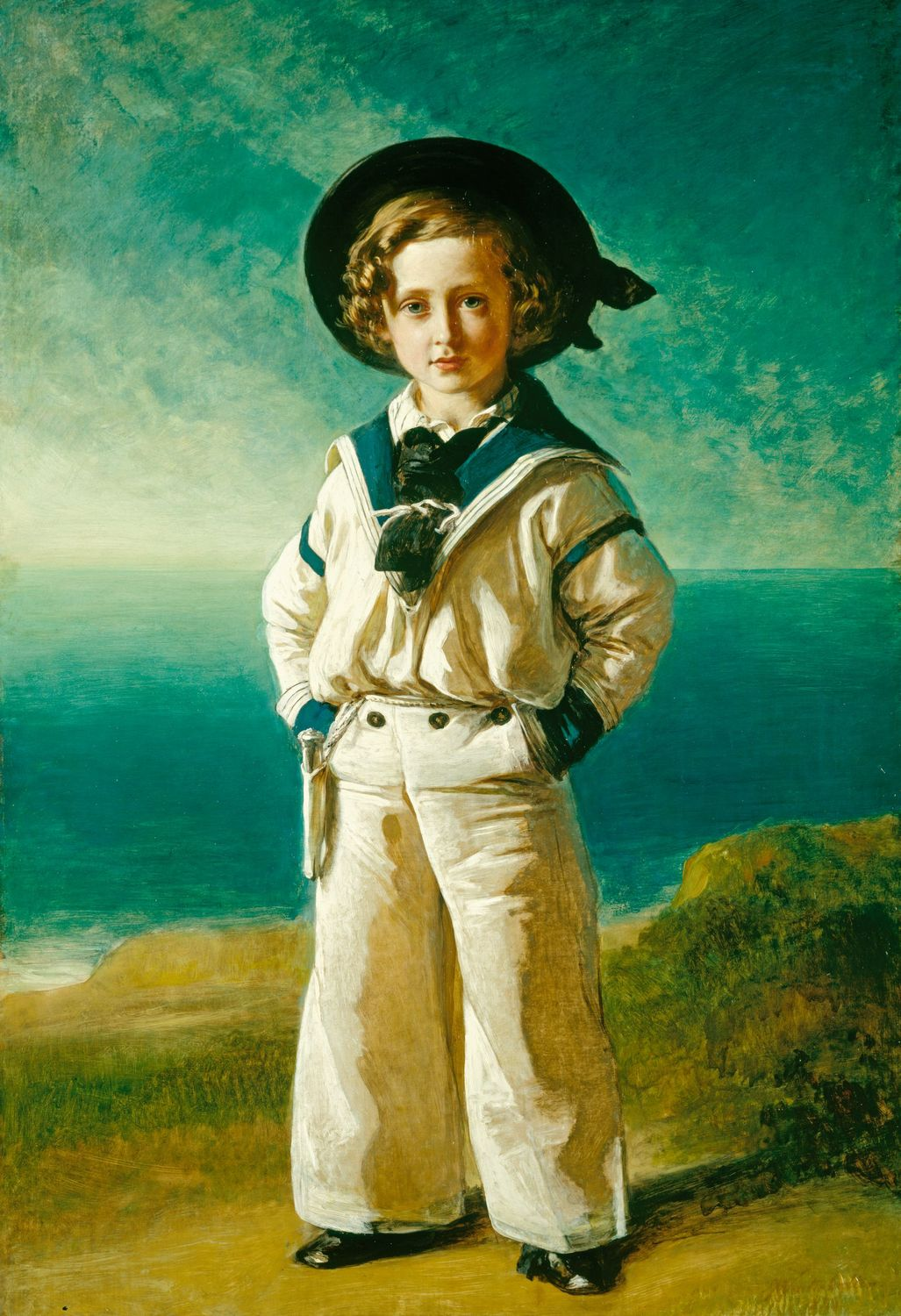
Prins Albert Edward, geschilderd door Franz Xaver Winterhalter

Als oudste zoon van de Britse monarch kreeg hij meteen na zijn geboorte de titels hertog van Cornwall en hertog van Rothesay. Als zoon van prins Albert kreeg hij ook de titels prins van Saksen-Coburg en Gotha en hertog van Saksen. Koningin Victoria benoemde haar zoon tot prins van Wales en graaf van Chester op 8 december 1841. Hij kreeg de titel graaf van Dublin op 17 januari 1850. Ook werd hij opgenomen in de Orde van de Kousenband (Engels: Knight of the Garter) op 9 november 1858 en hij werd ook opgenomen in de Orde van de Distel (Engels: Knight of the Thistle) op 24 mei 1867. In 1863 deed Edward afstand van zijn rechten op de troon van het hertogdom Saksen-Coburg en Gotha ten gunste van zijn jongere broer, prins Alfred, de hertog van Edinburgh.
Koningin Victoria en prins Albert hadden bepaald dat hun oudste zoon de beschikking kreeg over een goede opvoeding en een goede opleiding, die zou dienen als voorbereiding om uiteindelijk een model te zijn als constitutioneel monarch. Toen Edward zeven jaar was geworden, begon voor hem een rigoureus educatief programma, opgesteld door zijn vader. Hij stond onder leiding van meerdere leraren. Maar in tegenstelling tot zijn oudere zus, Victoria, Princess Royal, blonk Edward niet uit in zijn studie. Hij probeerde te voldoen aan de verwachtingen van zijn ouders, maar het heeft niet geholpen. Hoewel Edward geen ijverige student was, had hij wel veel andere talenten zoals charme en gezelligheid. Benjamin Disraeli beschreef hem als een geïnformeerde, intelligente en zeer aardige jongeman.

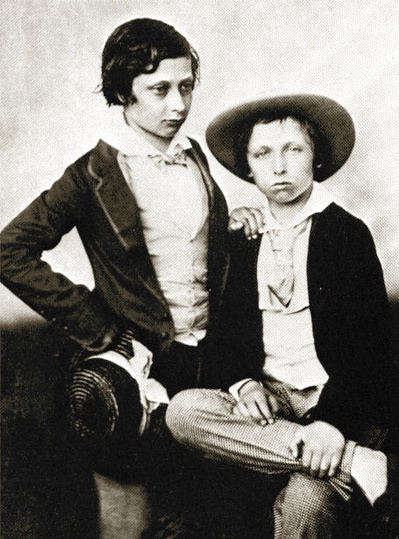
De prinsen Alfred en Bertie (Edward) op jonge leeftijd

### Opleiding en Noord-Amerika
Na een reis naar Rome, dat in die tijd onderdeel was van de Kerkelijke Staat, in de eerste maanden van 1859, werkte hij in de zomer van dat jaar zeer hard aan zijn studie. Hij volgde deze aan de Universiteit van Edinburgh en studeerde daar onder andere samen met Lyon Playfair, 1ste baron van Playfair. Nu hij vrijgevochten was van de drukkende onderwijsinstelling die was opgelegd door zijn ouders, genoot hij voor de eerste keer van het studeren. Dat wierp zijn vruchten af in de examens, die hij zeer goed afrondde.
Het jaar daarop ondernam hij de eerste reis naar Noord-Amerika die ooit door een Britse monarch of troonopvolger was ondernomen. Zijn goede humeur en vertrouwde uitstraling maakten de reis een zeer groot succes. Hij opende in Montreal de Victoria Brug die was gebouwd over de Saint Lawrencerivier en hij legde een hoeksteen voor het Parliament Hill te Ottawa, waar later de Canadese regering plaats zou nemen. Hij keek naar Charles Blondin die over een touw boven de Niagarawatervallen liep. En hij bezocht James Buchanan, de president van de Verenigde Staten en verbleef drie dagen op het Witte Huis. Enorme mensenmassa's waren er overal om hem te groeten. Hij had ontmoetingen met Henry Wadsworth Longfellow, Ralph Waldo Emerson en met Oliver Wendell Holmes sr. Zij spraken gebeden uit voor de koninklijke familie in Trinity Church te New York, voor het eerst sinds 1776.

### Alexandra en dood van prins Albert
Edward had gehoopt dat hij carrière kon maken in het Britse Leger, maar dit werd hem ontzegd, omdat hij de troonopvolger was. Zijn militaire onderscheidingen waren louter honorair. In september van dat jaar werd hij naar Duitsland gestuurd, zogezegd om naar militaire oefeningen te kijken. Maar eigenlijk werd hij gestuurd om daar prinses Alexandra van Denemarken, oudste dochter van prins Christiaan van Denemarken en prinses Louise, te ontmoeten. Koningin Victoria en prins Albert hadden haar op het oog als echtgenote. Ze ontmoetten elkaar in Spiers op 24 september. Edward werd begeleid door zijn oudere zus, prinses Victoria van Pruisen. Zij was gehuwd met de latere keizer Frederik III van Duitsland.
Het was vanaf deze periode dat Edward een reputatie kreeg als playboy. Vastbesloten om wat ervaring te krijgen in het leger, woonde Edward militaire oefeningen bij in Ierland. Tijdens zijn verblijf in Ierland ontmoette hij actrice Nellie Clifden. Prins Albert was ontzettend boos toen hij hiervan hoorde en hoewel hij al ernstig ziek was, bezocht hij Edward in Cambridge. Prins Albert stierf op 14 december 1861, amper twee weken na het bezoek aan Edward. Koningin Victoria was ontroostbaar: zij droeg rouwkleding voor de rest van haar leven en gaf Edward de schuld voor de dood van zijn vader. Ze beschouwde haar zoon vol afkeer als frivool, onbescheiden en onverantwoordelijk. Ze schreef aan haar oudste dochter, Victoria:
"I never can, or shall, look at him without a shudder." 
(Vrij vertaald: "Ik kan nooit en zal nooit nog naar hem kijken zonder te huiveren").

## Huwelijk

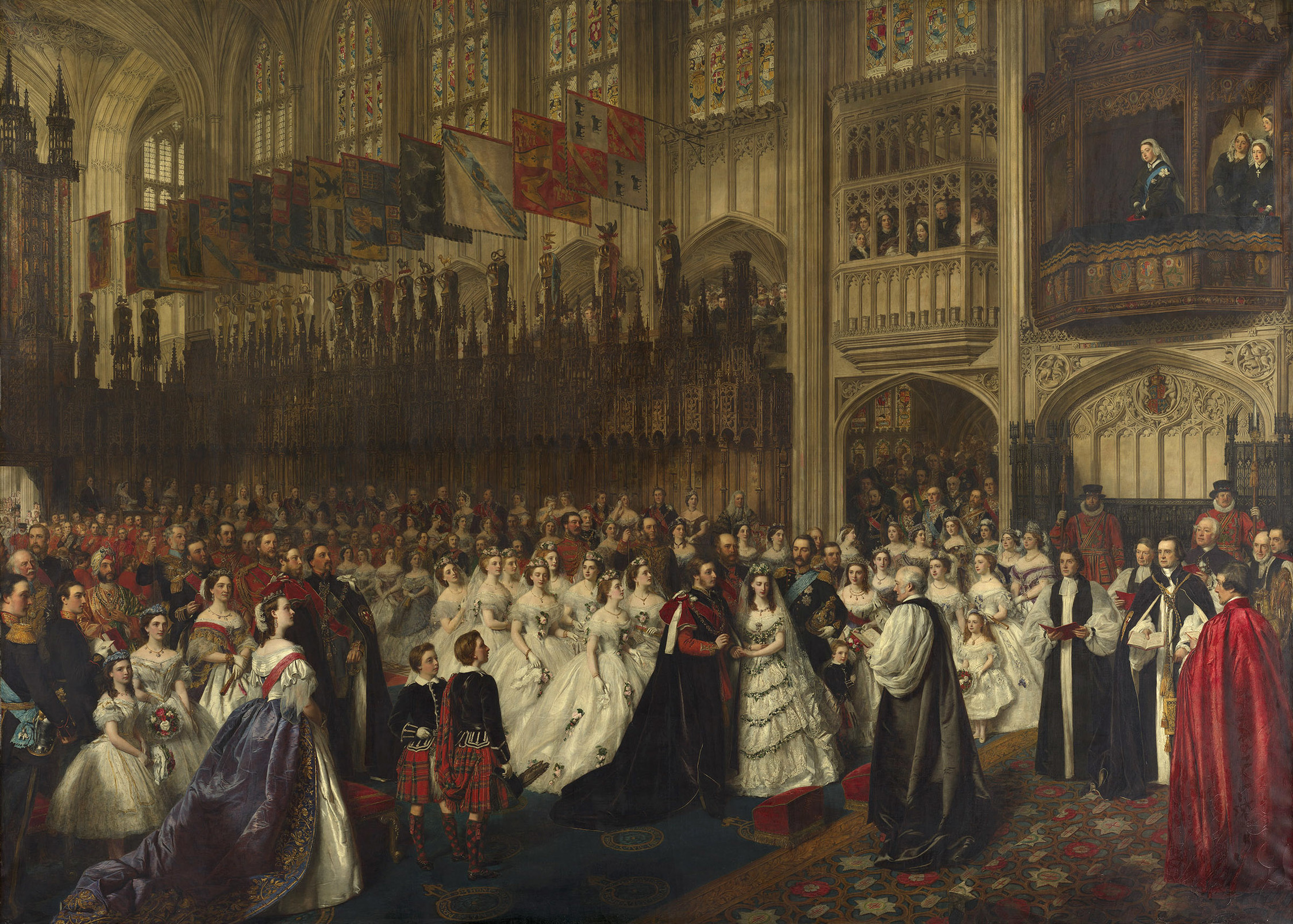
De huwelijkssluiting, vastgelegd door William Powell Frith

Toen Victoria weduwe was geworden, trok ze zich terug uit het publieke leven. Niet lang na de dood van prins Albert regelde ze voor Edward een reis naar het Midden-Oosten. Edward bezocht daar Egypte, Jeruzalem, Damascus, Beiroet en Constantinopel. Zodra hij terugkeerde naar Groot-Brittannië, werden de voorbereidingen getroffen voor zijn trouwdag. Edward en Alexandra traden in het huwelijk in de St. George’s Chapel, Windsor Castle op 10 maart 1863. Edward en Alexandra namen hun intrek in Marlborough House te Londen, de Londense residentie en ze gingen wonen in Sandringham House te Norfolk. Het huwelijk werd in bepaalde kringen afgekeurd, omdat de meeste familieleden van koningin Victoria Duits waren en Denemarken een groot conflict had met een aantal Duitse landen over het grondgebied van Sleeswijk en Holstein, ook wel bekend als de Sleeswijk-Holsteinse kwestie.
Toen Alexandra's vader de troon erfde van Denemarken in november 1863, na de dood van koning Frederik VII, maakte de Duitse Bond van de gelegenheid gebruik om Sleeswijk-Holstein binnen te vallen en te annexeren. Dat deed koningin Victoria twijfelen of zij en wijlen haar man wel de goede keuze hadden gemaakt voor Edward. Nadat het echtpaar was getrouwd, heeft ze vaak haar ongerustheid geuit over hun levensstijl en heeft ze geprobeerd hun sociale leven te dicteren, zoals de namen van hun kinderen.
Edward had veel minnaressen tijdens zijn huwelijk. Hij had relaties met actrice Lillie Langtry, Lady Jennie Jerome (moeder van Winston Churchill), Daisy Greville, Gravin van Warwick, actrice Sarah Bernhardt, Alice Keppel, zangeres Hortense Schneider, prostituee Giulia Barucci en met Agnes Keyser. Hoe ver deze relaties werkelijk gingen is niet altijd bekend. Edward was altijd discreet, maar kon niet voorkomen dat de samenleving veel roddelde over hem en er voortdurend speculaties in de pers verschenen. De laatste minnares van Edward, de beeldschone Alice Keppel, werd door koningin Alexandra uitgenodigd om aan diens bed te komen zitten in Buckingham Palace, toen hij stervende was in 1910. Een van de achterkleinkinderen van Alice Keppel, Camilla Parker Bowles, werd eerst de minnares en in 2003 de echtgenote van prins Charles (een nakomeling van koning Edward VII). Er heerst nog altijd onzekerheid over het feit of de grootmoeder van Camilla, Sonia Keppel (geboren in mei 1900) de buitenechtelijke dochter was van Edward. Hoe dan ook, als Edward al buitenechtelijke kinderen had, heeft hij ze toch nooit erkend. Koningin Alexandra, zijn vrouw, wist van de meeste van deze buitenechtelijke relaties en ze heeft ze altijd geaccepteerd.
Via zijn vrouw Alexandra was Edward familie van koning Frederik VIII van Denemarken, koning George I van Griekenland en van de tsarina van Rusland, Maria Fjodorovna. Maria Fjodorovna werd immers geboren als prinses Dagmar van Denemarken.

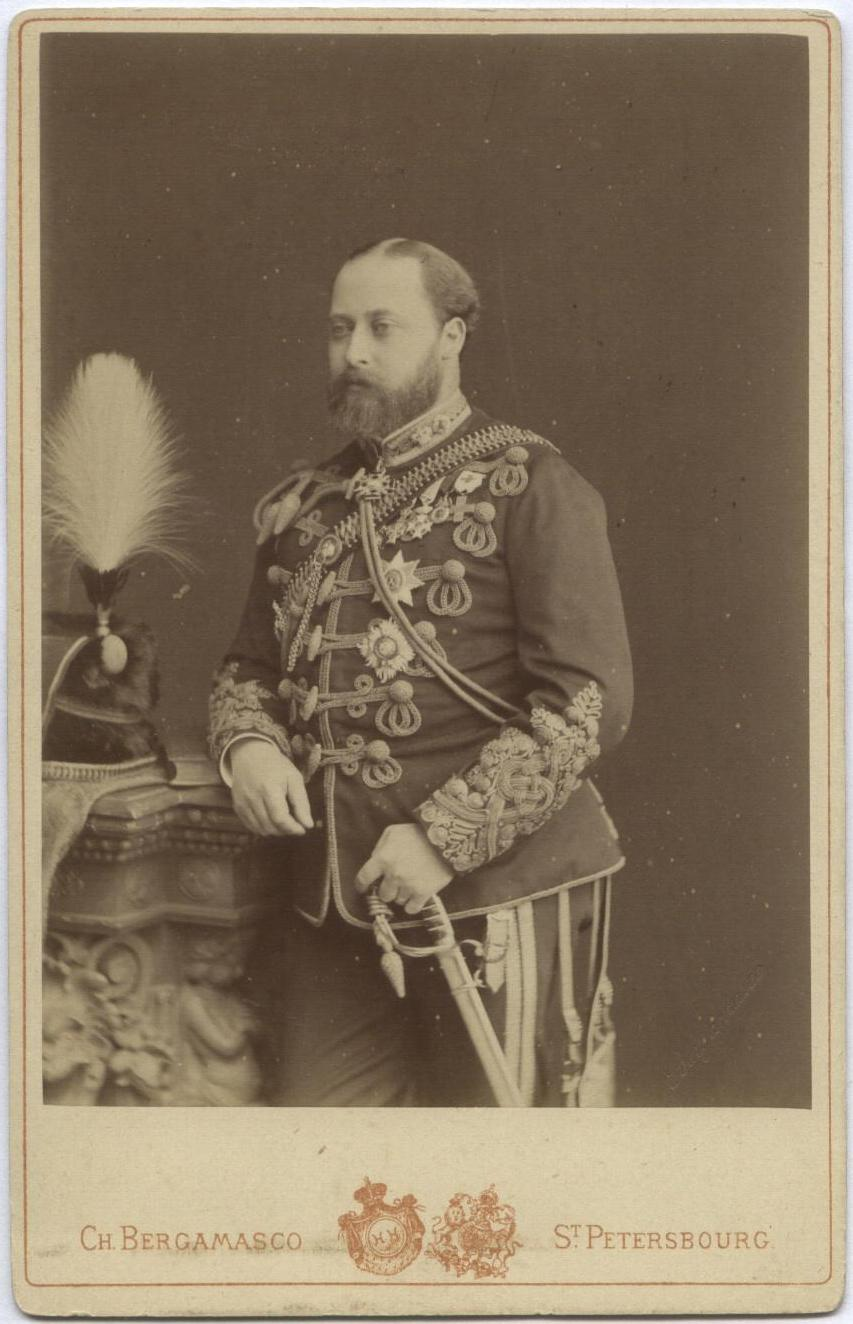
Edward in zijn jonge jaren als Prins van Wales

## Kroonprins
Tijdens de periode dat Victoria weduwe was, heeft Edward haar meerdere malen vertegenwoordigd en bijgestaan tijdens en bij publieke ceremonies en ontmoetingen. Zo opende hij onder andere het Thames Embankment, de Mersey Tunnels en de nieuwe Tower Bridge. Dit was het begin van de koninklijke openbare optredens zoals we die vandaag de dag kennen. Hoewel hij zijn moeder veel hielp, liet Victoria hem niet toe tot regeringszaken tot 1898. Tot grote schrik van zijn moeder steunde Edward Denemarken tijdens de Sleeswijk-Holsteinse kwestie in 1864. Dit kwam doordat koningin Victoria zeer pro-Duits was. In datzelfde jaar liet Edward zijn moeder, de koningin, weer schrikken toen hij een ontmoeting regelde met de Italiaanse eenwordingsstrijder Giuseppe Garibaldi.
In 1870 wonnen de republikeinse gevoelens in Groot-Brittannië steeds meer gebied, doordat de Franse keizer Napoleon III van Frankrijk na diens verlies in de Frans-Duitse Oorlog in 1870 afstand moest doen van de troon en de Derde Franse Republiek werd gesticht. Echter, in de winter van 1871, heeft de dood van prins-gemaal Albert geleid tot een verbetering van de populariteit van Edward bij het publiek. En ook de relatie met zijn moeder, koningin Victoria, werd beter. Toen Edward verbleef in Londesborough Lodge, dicht bij Scarborough in North Yorkshire, werd er bij hem buiktyfus gediagnosticeerd, de ziekte die zijn vader het leven kostte. Er was grote nationale bezorgdheid rondom zijn gezondheid, zeker toen een van zijn gasten (Lord Chesterfield) stierf aan de ziekte. Edward kwam er echter weer bovenop en dit werd, nationaal en internationaal, met zeer veel opluchting ontvangen. Er waren vele publieke feesten en er werd door Arthur Sullivan een feestelijke versie van het Te Deum geschreven. Hij kreeg het respect van alle politici en van alle politieke partijen, waaronder ook van de republikeinen en kreeg er heel wat nieuwe vrienden bij. Daardoor haalde hij bij vele mensen twijfels weg, die zij over hem hadden.
In 1875 verliet Edward Groot-Brittannië om een bezoek te brengen aan de Britse kolonie Indië en een reis te maken over het Indisch subcontinent. Zijn adviseurs merkten op dat hij alle mensen gewoon behandelde en dat hij alle mensen gelijk achtte, ongeacht hun sociale situatie of hun huidskleur. In brieven die hij naar huis stuurde, klaagde hij over de behandeling die Indiërs te verduren kregen door de Britse officieren.
Because a man has a black face and a different religion from our own, there is no reason why he should be treated as a brute. 
(Vertaald: "Omdat een man een zwart gezicht heeft en een andere godsdienst dan de onze, is er geen reden waarom hij moet worden behandeld als een bruut.")
 Aan het einde van zijn reis keerde hij terug naar Groot-Brittannië en niet lang daarna kreeg zijn moeder de titel 'Keizerin van Indië' van het parlement, deels als gevolg van het succes van de reis.
Op 14 januari 1892 stierf Edwards oudste zoon, prins Albert Victor, hertog van Clarence. Hij was verloofd met prinses Victoria Mary van Teck. Amper een aantal weken na de verloving stierf hij aan een longontsteking. De dood van zijn zoon raakte Edward heel diep en hij was ontroostbaar. Hij schreef:
To lose our eldest son is one of those calamities one can never really get over.
 (Vertaald: "Het verlies van onze oudste zoon is een van de noodlottigheden die men nooit echt te boven kan komen.")
Edward vertelde aan koningin Victoria,
I would have given my life for him, as I put no value on mine. 
(Vertaald: "Ik zou mijn leven hebben gegeven voor hem, aangezien ik geen waarde hecht aan het mijne").
Albert Victor was het tweede kind van Edward dat stierf. In 1871 was zijn jongste zoon, John, gestorven binnen 24 uur na zijn geboorte. In 1871 had Edward persoonlijk geëist dat hij het lichaam van zijn overleden kindje in de kist mocht leggen. Tijdens deze gebeurtenis rolden de tranen over zijn gezicht.

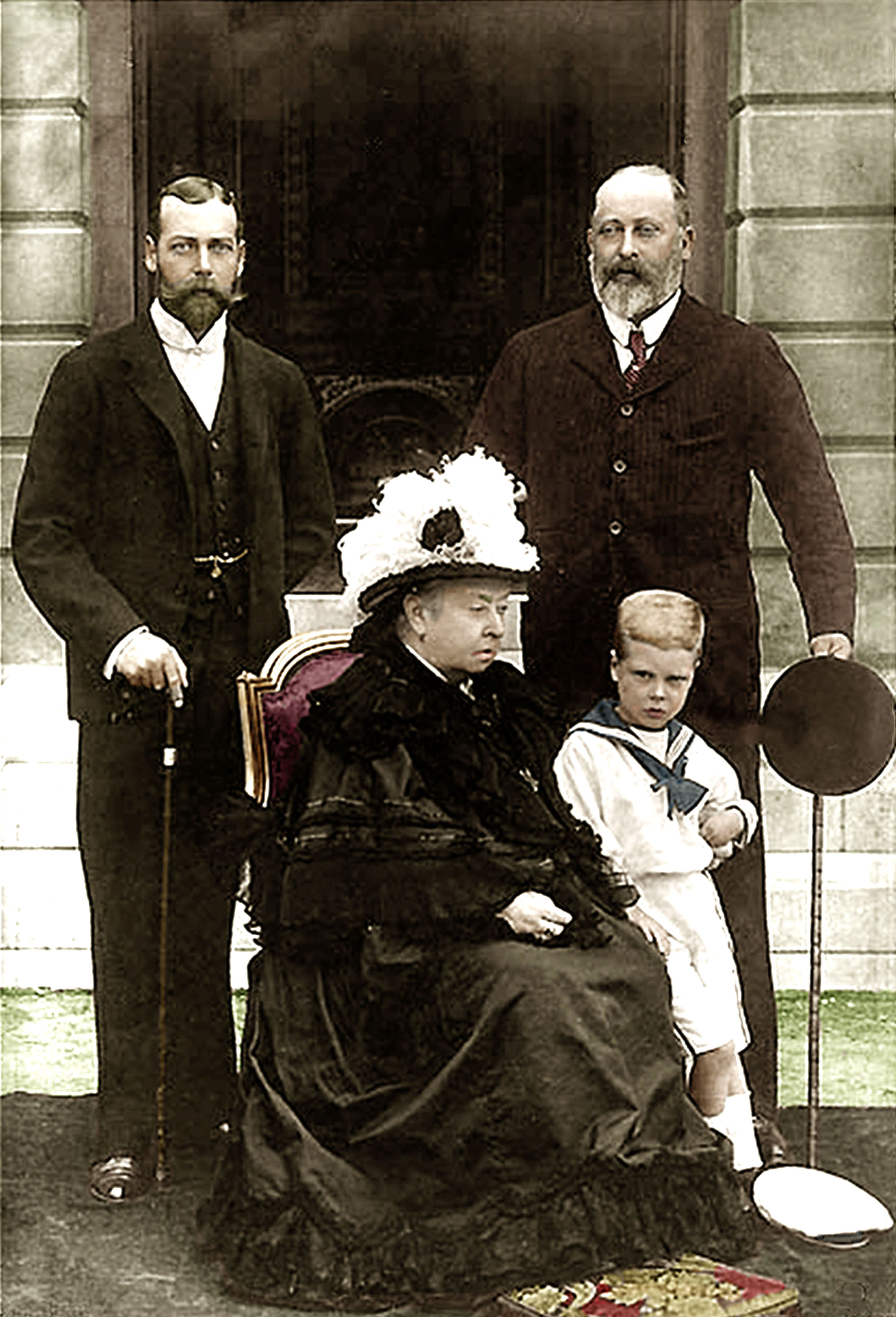
Vier generaties van Britse staatshoofden. Van links naar rechts: George V, koningin Victoria, Edward VII (rechtsachter) en Edward VIII (foto ca. 1898)

Tijdens een reis naar Denemarken, via België, kwam Edward op 4 april 1900 bijna om het leven. Hij was het doelwit van een moordaanslag. De Belg Jean-Baptiste Sipido schoot op de prins van Wales, omdat hij tegen de Tweede Boerenoorlog was. Sipido wist te vluchten en kon ontkomen naar Frankrijk. De waargenomen vertraging bij de Belgische autoriteiten in de toepassing voor de uitlevering, gecombineerd met Britse walging van de Belgische gruweldaden in haar kolonie, Kongo-Vrijstaat, verslechterden de toch al slechte betrekkingen tussen het Verenigd Koninkrijk en het vasteland. In de tien jaar die daarop volgden, gebruikte Edward echter zijn minzaamheid en zijn populariteit, evenals de connecties binnen zijn familie, om bij te dragen aan de opbouw van Europese allianties met het Verenigd Koninkrijk.

## Koning-keizer
Toen koningin Victoria stierf op 22 januari 1901 werd Edward koning van het Verenigd Koninkrijk en keizer van Indië. Ook werd hij benoemd tot koning van de Britse Dominions. Hij was 59 jaar toen hij de troon besteeg. Hij koos ervoor om koning te worden als (Engels:) Edward VII en niet als koning Albert Edward, de naam die zijn moeder voor hem had uitgekozen. Ondanks de vroegere twijfels van zijn moeder, vatte Edward zijn taken serieus op. Door zijn eerdere reislust had hij een uitgebreid netwerk opgebouwd. Bovendien had hij door de huwelijken van zijn broers en zusters veel familieleden in de Europese vorstenhuizen en andere hoge kringen. Hierdoor kon hij politiek effectief optreden bij allerlei onderhandelingen. Zijn streven was om de betrekkingen met Frankrijk en Rusland te verbeteren om zo een tegenwicht te kunnen vormen tegen de Duitse expansiedrang. Edward wist door zijn goede kennis van Frankrijk en de Franse taal bij te dragen aan de vorming van de "entente cordiale", het bondgenootschap tussen Frankrijk en Groot-Brittannië. De vijandschap tussen keizer Wilhelm II van Duitsland en Edward, oom en neef, heeft daarentegen bijgedragen aan het uitbreken van de Eerste Wereldoorlog.
Het Osborne House, het zomerverblijf van zijn ouders op het eiland Wight, gaf hij aan de staat en hij bleef wonen op zijn landgoed in Sandringham. Edward VII en Alexandra werden gekroond in de Westminster Abbey op 9 augustus 1902 door de tachtigjarige Frederick Temple, de aartsbisschop van Canterbury, die vier maanden na de kroning stierf. Eigenlijk was de kroning gepland op 26 juni maar twee dagen daarvoor, op 24 juni, werd bij Edward blindedarmontsteking ontdekt. Dankzij de veranderingen op het gebied van anesthesie en antisepsis in de vijftig voorgaande jaren onderging hij een levensreddende operatie, uitgevoerd door Frederick Treves. Edward werd geopereerd op een moment dat blindedarmontsteking over het algemeen niet-operatief behandeld werd en toen nog een hoog sterftecijfer veroorzaakte. Maar Treves, die de steun had van Joseph Lister, 1ste baron van Lister, handelde middels een radicale werking van het laten uitlekken van de geïnfecteerde blindedarm via een kleine snee. De dag daarop zat Edward rechtop in bed en rookte hij een sigaar. Twee weken later werd bekendgemaakt dat de koning buiten levensgevaar was. Frederick Treves werd gehonoreerd met een baronetschap.

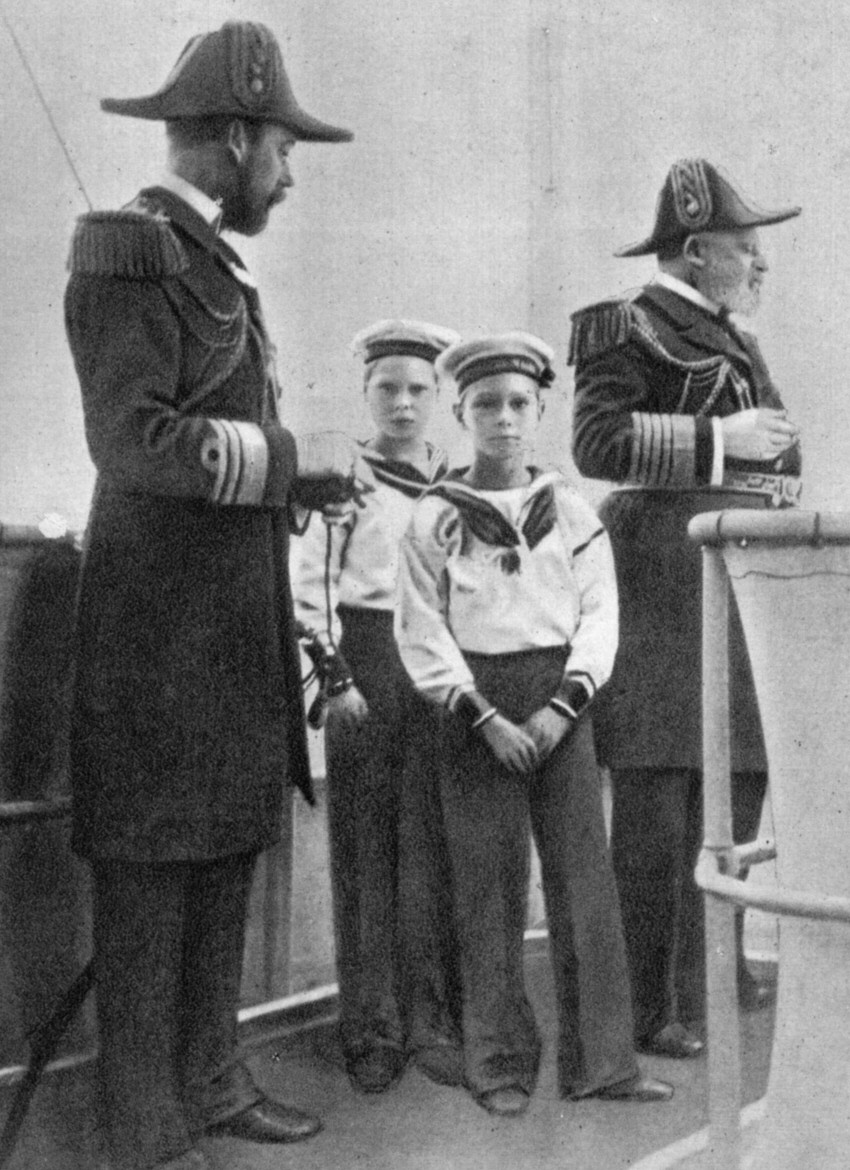
Edward VII met zijn opvolgers. Vooraan staat prins George met zijn zoons Edward (achter) en prins Albert. De foto is gemaakt door koningin Alexandra in 1908.

Koning Edward richtte de koninklijke paleizen opnieuw in en voerde de traditionele ceremonies, zoals de State Opening of Parliament, die zijn moeder had overgeslagen in haar latere leven, opnieuw in. Ook stichtte hij nieuwe ordes van eretekens, zoals de Order of Merit, die bedoeld was voor mensen binnen de kunsten en wetenschappen. De sjah van Perzië, Mozaffar al-Din Shah Qajar, bezocht Engeland in 1902, waar hij verwachtte dat hij werd benoemd tot lid in de Orde van de Kousenband. Edward weigerde evenwel deze hoge onderscheiding aan de sjah te geven. Dit was, omdat Edward hem niet persoonlijk wilde geven aan de sjah. Het was een idee van de minister van Buitenlandse zaken, Henry Petty-Fitzmaurice, Lord Lansdowne, die de Orde had beloofd aan de sjah, zonder de goedkeuring van de koning.
Ondanks zijn seksuele escapades wist hij door zijn flamboyante stijl in kleding en optreden het hart van de Britten te winnen. Edward speelde als constitutioneel vorst een belangrijke rol bij het verkleinen van de macht van het Hogerhuis ten gunste van de macht van het Lagerhuis en de regering. De koning steunde zijn premier, toen deze te grote tegenstand in het Hogerhuis ondervond, met het dreigement om honderden nieuwe, regeringsgetrouwe peers te benoemen.
Tijdens zijn regering speelde de nieuwe sociale wetgeving een belangrijke rol. In 1902 kwam de onderwijswet tot stand, waarbij de subsidiëring van het middelbaar onderwijs werd geregeld. Ook zorgde de liberale regering voor betere wetgeving voor kinderen en ouderen en voor de gezondheidszorg. Dit zorgde wel voor de nodige financiële problemen, die door de hogere belastingen tot een crisis leidden.
Edwards korte regering was, ondanks zijn 'kleurrijk persoonlijk leven' te noemen en de twijfels die zijn moeder over hem had, een succes. Afgezien van de nasleep van de Boerenoorlog in Zuid-Afrika (1899-1902) was het ook een vreedzame periode. Edward deed er alles aan om de relaties tussen landen op het Europese continent te verbeteren, vooral de relatie tussen Groot-Brittannië en Frankrijk, waar hij de bijnaam "peacemaker" voor kreeg. Met zijn staatsbezoek in 1903 aan dit land, de grote rivaal in de voorbije eeuw, effende hij de weg voor de Entente cordiale van 1904. Zo tekenden zich tijdens zijn korte regering nieuwe verhoudingen af, die vier jaar na zijn dood zouden uitmonden in de Eerste Wereldoorlog.
Edward was Esperantist. Hij zei:
"Ik denk dat het Esperanto een grote winst is voor de mensheid en mijn wens is dat het spoedig een groot succes zal worden."

## Overlijden

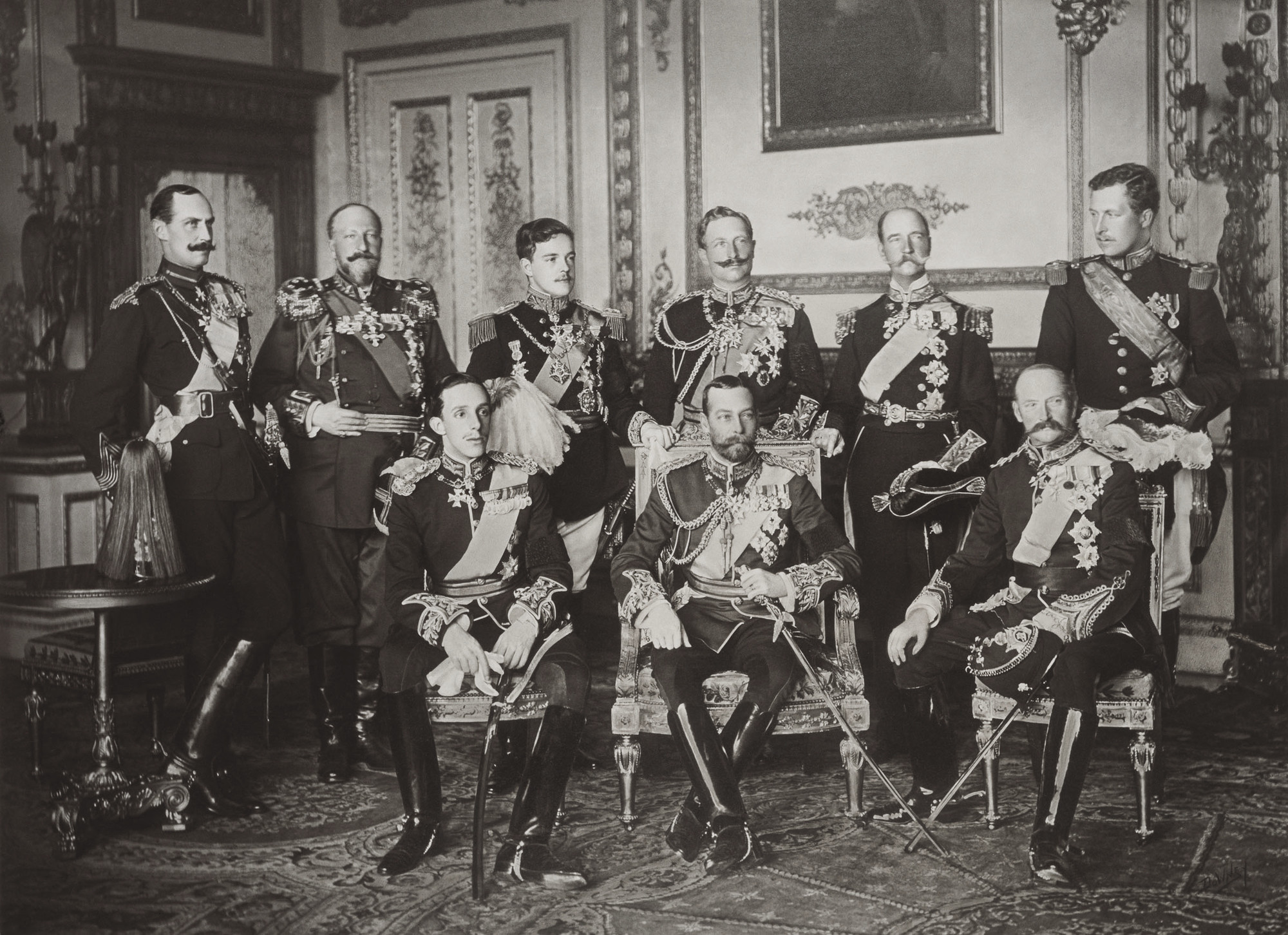
Negen monarchen binnen Windsor Castle voor de begrafenis van Edward VII in 1910. Staand: Haakon VII van Noorwegen, Ferdinand I van Bulgarije, Manuel II van Portugal, Wilhelm II van Duitsland, George I van Griekenland, Albert I van België. Zittend: Alfons XIII van Spanje, George V van het Verenigd Koninkrijk, Frederik VIII van Denemarken

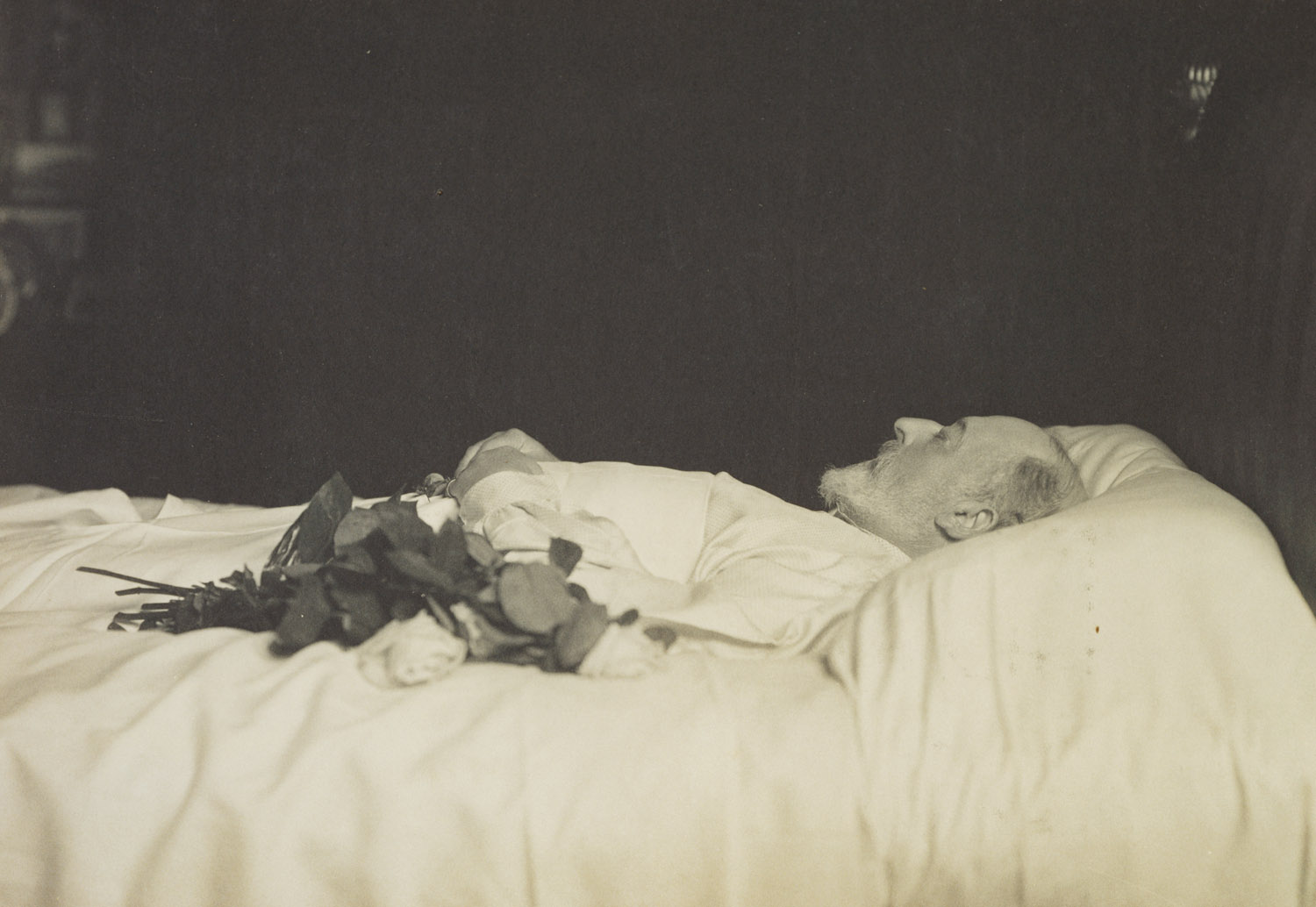
Koning Edward VII opgebaard op 20 mei 1910

Edward rookte op één dag twintig sigaretten en twaalf sigaren. Hij was bovendien veel te zwaar. In maart 1910 werd de toestand van de koning slecht en hij werd opgenomen in het ziekenhuis. Op 27 april keerde hij terug naar Buckingham Palace, maar hij had nog steeds zeer veel last van zware bronchitis. Koningin Alexandra keerde terug van Korfoe op 5 mei. Op Korfoe had ze haar broer, koning George I van Griekenland, bezocht. De volgende dag kreeg de koning een aantal hartaanvallen te verduren, maar weigerde om naar bed te gaan. Hij zei tegen Alexandra:
"No, I shall not give in; I shall go on; I shall work to the end." 
(Vrij vertaald: "Nee, ik zal niet toegeven, ik zal doorgaan, ik zal werken tot het eind.").
Tussen de momenten van flauwvallen door vertelde zijn zoon George dat zijn paard Witch of the Air die middag had gewonnen in Kempton Park. De koning antwoordde daarop:
"I am very glad" 
("Ik ben zeer blij").
Dit waren zijn laatste woorden. Rond half twaalf 's avonds verloor hij het bewustzijn voor de laatste keer en werd hij naar bed gebracht. Hij overleed op 6 mei 1910 om kwart voor twaalf in de avond. Zijn tweede zoon volgde hem op als koning George V.
Ondanks zijn vele buitenechtelijke relaties was zijn vrouw zeer geraakt door zijn dood. Koningin Alexandra overleefde hem ruim vijftien jaar en stierf zelf op 20 november 1925.

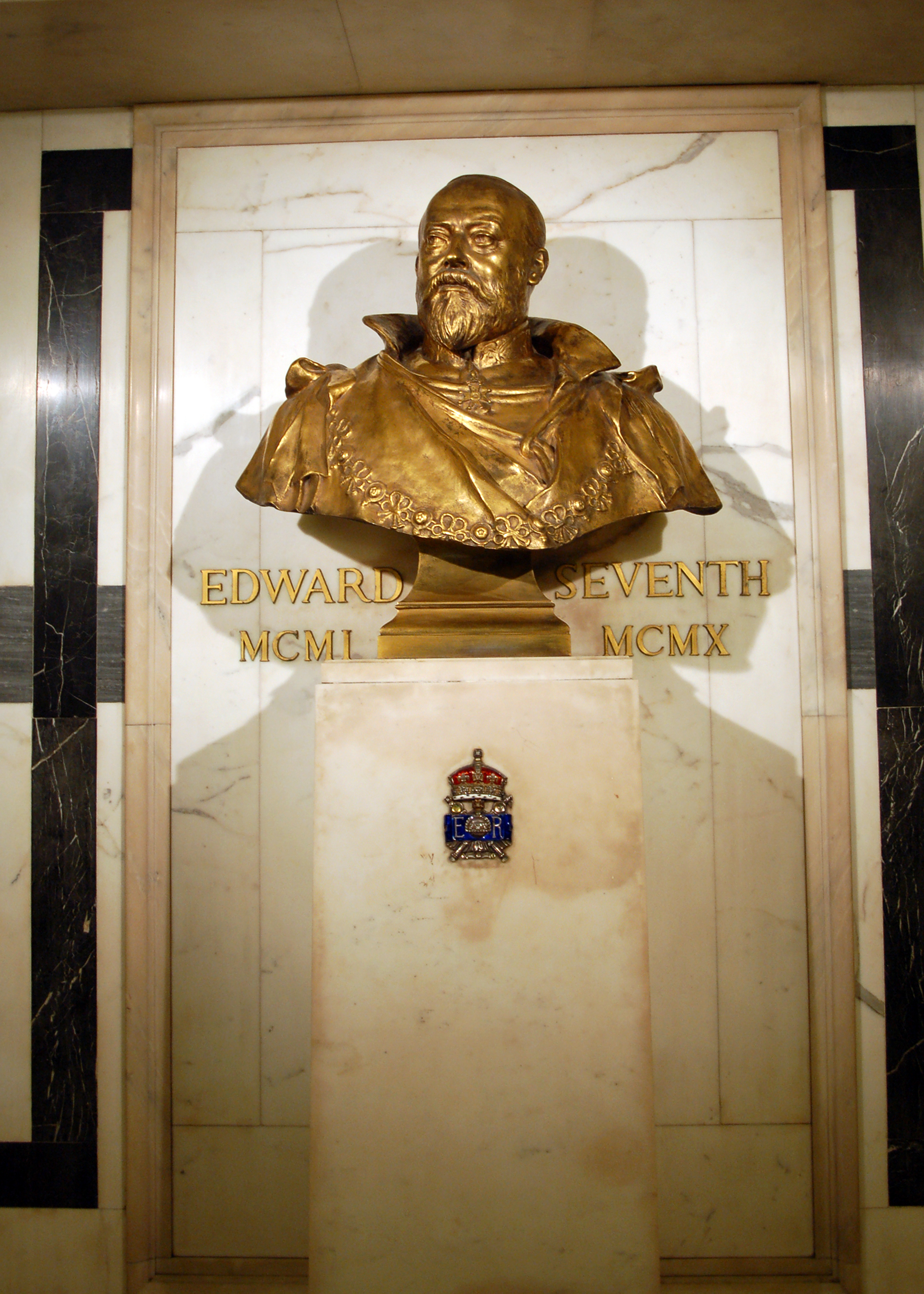
Buste in het Britse museum.
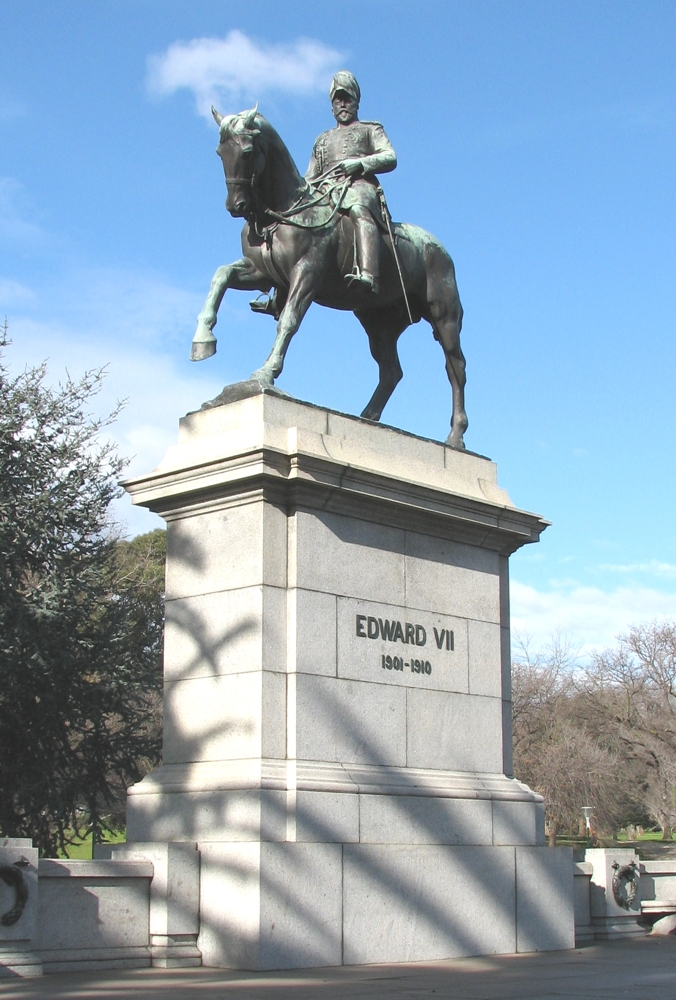
Het King Edward VII Statue in Queen Victoria Gardens te Melbourne
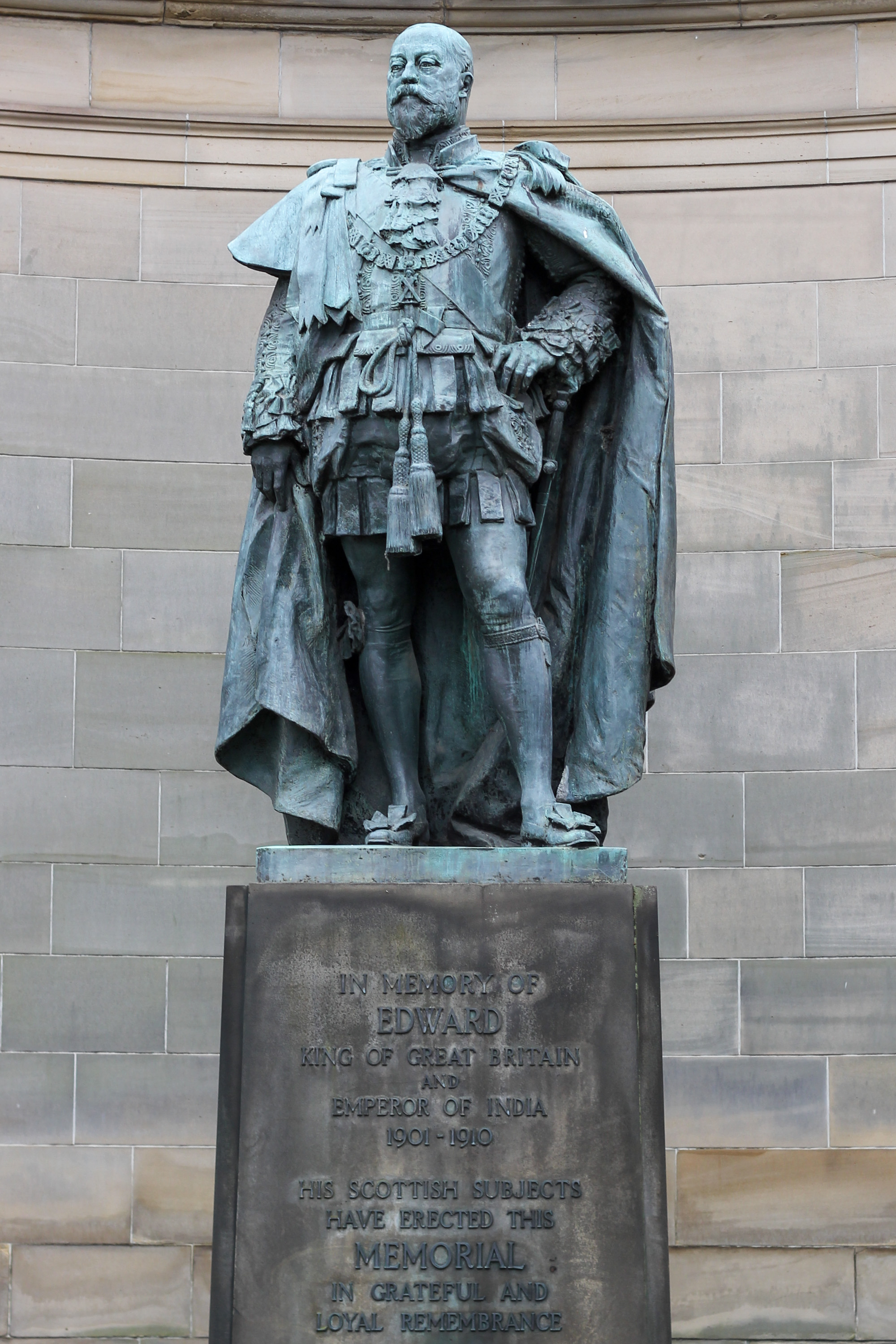
Het King Edward VII Statue in Palace of Holyroodhouse te Edinburgh
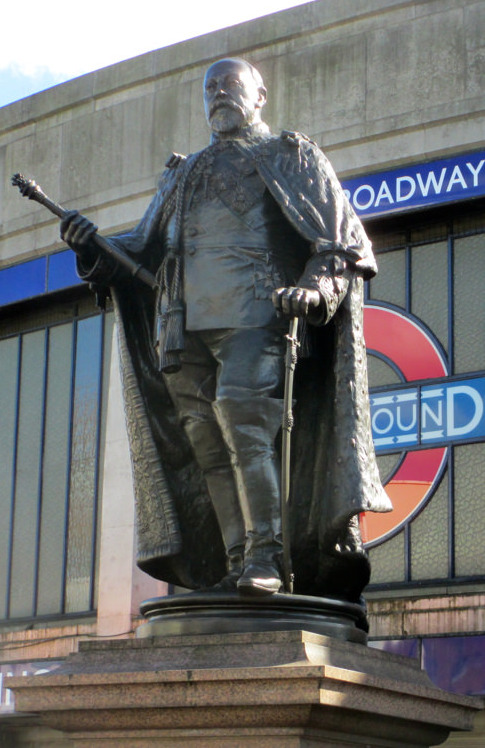
Het King Edward VII Statue buiten Tooting Broadway metrostation te Londen

## De "oom van Europa"
Edward was vooral via zijn moeder en schoonvader verwant met bijna alle Europese monarchen en stond bekend als de "oom van Europa". Keizer Wilhelm II van Duitsland, tsaar Nicolaas II van Rusland, koning Alfons XIII van Spanje, groothertog Ernst Lodewijk van Hessen-Darmstadt en Karel Eduard van Saksen-Coburg en Gotha waren neven van hem. Koningin Victoria Eugénie van Spanje, kroonprinses Margaretha van Zweden, kroonprinses Marie van Roemenië, kroonprinses Sophie van Griekenland en tsarina Alexandra Fjodorovna van Rusland waren zijn nichten. Haakon VII van Noorwegen was zijn schoonzoon en neef, koning George I van Griekenland en koning Frederik VIII van Denemarken waren zijn zwagers. Koningin Wilhelmina der Nederlanden, koning Albert I van België, de koningen Karel I en Emanuel II van Portugal, tsaar Ferdinand I van Bulgarije en prins Ernst August van Brunswijk waren ook familie.
Edward VII moedigde zijn kinderen en kleinkinderen aan om de banden tussen de Europese koninklijke families zeer goed te houden en de warme banden te bewaren. Er was echter een relatie binnen deze families waarvan Edward niet zo zeker was, en dat was de relatie met de Duitse keizer, Wilhelm II, ook wel bekend als neef Bill. Dit kwam vooral omdat er spanningen waren tussen Duitsland en Groot-Brittannië.
In 1908 was Edward VII de eerste Britse monarch die het Russische Rijk bezocht. Hij was echter al in 1906 uitgenodigd door Nicolaas II maar toen weigerde hij te komen. Dit kwam vooral door de toenmalige spanningen die waren veroorzaakt door het conflict rond de Doggersbank in de Noordzee, de Russisch-Japanse Oorlog en de ontbinding van de Doema door de tsaar.

## Kinderen
Uit het huwelijk van Edward en Alexandra werden de volgende kinderen geboren:
- Albert Victor (8 januari 1864 – 14 januari 1892), verloofd met Mary van Teck
- George (3 juni 1865 – 20 januari 1936), de latere koning, trouwde met prinses Mary van Teck
- Louise (20 februari 1867 – 4 januari 1931), Princess Royal, trouwde met Alexander Duff, 1e hertog van Fife
- Victoria (6 juli 1868 – 3 december 1935)
- Maud (26 november 1869 – 20 november 1938), trouwde met koning Haakon VII van Noorwegen
- Alexander John (6 april 1871 - 7 april 1871)

## Kwartierstaat (voorouders)
| Frans van Saksen-Coburg-Saalfeld (1750-1806)    | Frans van Saksen-Coburg-Saalfeld (1750-1806)    | Frans van Saksen-Coburg-Saalfeld (1750-1806)    | Frans van Saksen-Coburg-Saalfeld (1750-1806)    | Frans van Saksen-Coburg-Saalfeld (1750-1806)    | Frans van Saksen-Coburg-Saalfeld (1750-1806)    | Augusta van Reuss-Ebersdorf en Lobenstein (1757-1831) | Augusta van Reuss-Ebersdorf en Lobenstein (1757-1831) | Augusta van Reuss-Ebersdorf en Lobenstein (1757-1831) | Augusta van Reuss-Ebersdorf en Lobenstein (1757-1831) | Augusta van Reuss-Ebersdorf en Lobenstein (1757-1831) | Augusta van Reuss-Ebersdorf en Lobenstein (1757-1831) |                                                    |                                                    | August van Saksen-Gotha-Altenburg (1772-1822) | August van Saksen-Gotha-Altenburg (1772-1822) | August van Saksen-Gotha-Altenburg (1772-1822) | August van Saksen-Gotha-Altenburg (1772-1822) | August van Saksen-Gotha-Altenburg (1772-1822) | August van Saksen-Gotha-Altenburg (1772-1822) | Louise Charlotte van Mecklenburg-Schwerin (1779-1801) | Louise Charlotte van Mecklenburg-Schwerin (1779-1801) | Louise Charlotte van Mecklenburg-Schwerin (1779-1801) | Louise Charlotte van Mecklenburg-Schwerin (1779-1801) | Louise Charlotte van Mecklenburg-Schwerin (1779-1801) | Louise Charlotte van Mecklenburg-Schwerin (1779-1801) |                                               |                                               | George III van het Verenigd Koninkrijk (1738-1820) | George III van het Verenigd Koninkrijk (1738-1820) | George III van het Verenigd Koninkrijk (1738-1820) | George III van het Verenigd Koninkrijk (1738-1820) | George III van het Verenigd Koninkrijk (1738-1820) | George III van het Verenigd Koninkrijk (1738-1820) | Charlotte van Mecklenburg-Strelitz (1744-1818) | Charlotte van Mecklenburg-Strelitz (1744-1818) | Charlotte van Mecklenburg-Strelitz (1744-1818) | Charlotte van Mecklenburg-Strelitz (1744-1818) | Charlotte van Mecklenburg-Strelitz (1744-1818)   | Charlotte van Mecklenburg-Strelitz (1744-1818)   |                                                  |                                                  | Frans van Saksen-Coburg-Saalfeld (1750-1806)     | Frans van Saksen-Coburg-Saalfeld (1750-1806)     | Frans van Saksen-Coburg-Saalfeld (1750-1806)     | Frans van Saksen-Coburg-Saalfeld (1750-1806)     | Frans van Saksen-Coburg-Saalfeld (1750-1806)     | Frans van Saksen-Coburg-Saalfeld (1750-1806)     | Augusta van Reuss-Ebersdorf en Lobenstein (1757-1831) | Augusta van Reuss-Ebersdorf en Lobenstein (1757-1831) | Augusta van Reuss-Ebersdorf en Lobenstein (1757-1831) | Augusta van Reuss-Ebersdorf en Lobenstein (1757-1831) | Augusta van Reuss-Ebersdorf en Lobenstein (1757-1831) | Augusta van Reuss-Ebersdorf en Lobenstein (1757-1831) |  |  |  |  |  |  |  |  |  |  |  |  |  |  |  |  |  |  |  |  |  |  |  |  |  |  |  |  |  |  |  |  |  |  |  |  |  |  |  |  |  |  |  |  |  |  |  |  |
| Frans van Saksen-Coburg-Saalfeld (1750-1806)    | Frans van Saksen-Coburg-Saalfeld (1750-1806)    | Frans van Saksen-Coburg-Saalfeld (1750-1806)    | Frans van Saksen-Coburg-Saalfeld (1750-1806)    | Frans van Saksen-Coburg-Saalfeld (1750-1806)    | Frans van Saksen-Coburg-Saalfeld (1750-1806)    | Augusta van Reuss-Ebersdorf en Lobenstein (1757-1831) | Augusta van Reuss-Ebersdorf en Lobenstein (1757-1831) | Augusta van Reuss-Ebersdorf en Lobenstein (1757-1831) | Augusta van Reuss-Ebersdorf en Lobenstein (1757-1831) | Augusta van Reuss-Ebersdorf en Lobenstein (1757-1831) | Augusta van Reuss-Ebersdorf en Lobenstein (1757-1831) |                                                    |                                                    | August van Saksen-Gotha-Altenburg (1772-1822) | August van Saksen-Gotha-Altenburg (1772-1822) | August van Saksen-Gotha-Altenburg (1772-1822) | August van Saksen-Gotha-Altenburg (1772-1822) | August van Saksen-Gotha-Altenburg (1772-1822) | August van Saksen-Gotha-Altenburg (1772-1822) | Louise Charlotte van Mecklenburg-Schwerin (1779-1801) | Louise Charlotte van Mecklenburg-Schwerin (1779-1801) | Louise Charlotte van Mecklenburg-Schwerin (1779-1801) | Louise Charlotte van Mecklenburg-Schwerin (1779-1801) | Louise Charlotte van Mecklenburg-Schwerin (1779-1801) | Louise Charlotte van Mecklenburg-Schwerin (1779-1801) |                                               |                                               | George III van het Verenigd Koninkrijk (1738-1820) | George III van het Verenigd Koninkrijk (1738-1820) | George III van het Verenigd Koninkrijk (1738-1820) | George III van het Verenigd Koninkrijk (1738-1820) | George III van het Verenigd Koninkrijk (1738-1820) | George III van het Verenigd Koninkrijk (1738-1820) | Charlotte van Mecklenburg-Strelitz (1744-1818) | Charlotte van Mecklenburg-Strelitz (1744-1818) | Charlotte van Mecklenburg-Strelitz (1744-1818) | Charlotte van Mecklenburg-Strelitz (1744-1818) | Charlotte van Mecklenburg-Strelitz (1744-1818)   | Charlotte van Mecklenburg-Strelitz (1744-1818)   |                                                  |                                                  | Frans van Saksen-Coburg-Saalfeld (1750-1806)     | Frans van Saksen-Coburg-Saalfeld (1750-1806)     | Frans van Saksen-Coburg-Saalfeld (1750-1806)     | Frans van Saksen-Coburg-Saalfeld (1750-1806)     | Frans van Saksen-Coburg-Saalfeld (1750-1806)     | Frans van Saksen-Coburg-Saalfeld (1750-1806)     | Augusta van Reuss-Ebersdorf en Lobenstein (1757-1831) | Augusta van Reuss-Ebersdorf en Lobenstein (1757-1831) | Augusta van Reuss-Ebersdorf en Lobenstein (1757-1831) | Augusta van Reuss-Ebersdorf en Lobenstein (1757-1831) | Augusta van Reuss-Ebersdorf en Lobenstein (1757-1831) | Augusta van Reuss-Ebersdorf en Lobenstein (1757-1831) |  |  |  |  |  |  |  |  |  |  |  |  |  |  |  |  |  |  |  |  |  |  |  |  |  |  |  |  |  |  |  |  |  |  |  |  |  |  |  |  |  |  |  |  |  |  |  |  |
|                                                 |                                                 |                                                 |                                                 |                                                 |                                                 |                                                       |                                                       |                                                       |                                                       |                                                       |                                                       |                                                    |                                                    |                                               |                                               |                                               |                                               |                                               |                                               |                                                       |                                                       |                                                       |                                                       |                                                       |                                                       |                                               |                                               |                                                    |                                                    |                                                    |                                                    |                                                    |                                                    |                                                |                                                |                                                |                                                |                                                  |                                                  |                                                  |                                                  |                                                  |                                                  |                                                  |                                                  |                                                  |                                                  |                                                       |                                                       |                                                       |                                                       |                                                       |                                                       |  |  |  |  |  |  |  |  |  |  |  |  |  |  |  |  |  |  |  |  |  |  |  |  |  |  |  |  |  |  |  |  |  |  |  |  |  |  |  |  |  |  |  |  |  |  |  |  |
|                                                 |                                                 |                                                 |                                                 | Ernst I van Saksen-Coburg en Gotha (1784-1844)  | Ernst I van Saksen-Coburg en Gotha (1784-1844)  | Ernst I van Saksen-Coburg en Gotha (1784-1844)        | Ernst I van Saksen-Coburg en Gotha (1784-1844)        | Ernst I van Saksen-Coburg en Gotha (1784-1844)        | Ernst I van Saksen-Coburg en Gotha (1784-1844)        |                                                       |                                                       |                                                    |                                                    |                                               |                                               | Louise van Saksen-Gotha-Altenburg (1800-1831) | Louise van Saksen-Gotha-Altenburg (1800-1831) | Louise van Saksen-Gotha-Altenburg (1800-1831) | Louise van Saksen-Gotha-Altenburg (1800-1831) | Louise van Saksen-Gotha-Altenburg (1800-1831)         | Louise van Saksen-Gotha-Altenburg (1800-1831)         |                                                       |                                                       |                                                       |                                                       |                                               |                                               |                                                    |                                                    |                                                    |                                                    | Eduard August van Kent (1767-1820)                 | Eduard August van Kent (1767-1820)                 | Eduard August van Kent (1767-1820)             | Eduard August van Kent (1767-1820)             | Eduard August van Kent (1767-1820)             | Eduard August van Kent (1767-1820)             |                                                  |                                                  |                                                  |                                                  |                                                  |                                                  | Victoire van Saksen-Coburg-Saalfeld ((1786-1861) | Victoire van Saksen-Coburg-Saalfeld ((1786-1861) | Victoire van Saksen-Coburg-Saalfeld ((1786-1861) | Victoire van Saksen-Coburg-Saalfeld ((1786-1861) | Victoire van Saksen-Coburg-Saalfeld ((1786-1861)      | Victoire van Saksen-Coburg-Saalfeld ((1786-1861)      |                                                       |                                                       |                                                       |                                                       |  |  |  |  |  |  |  |  |  |  |  |  |  |  |  |  |  |  |  |  |  |  |  |  |  |  |  |  |  |  |  |  |  |  |  |  |  |  |  |  |  |  |  |  |  |  |  |  |
|                                                 |                                                 |                                                 |                                                 | Ernst I van Saksen-Coburg en Gotha (1784-1844)  | Ernst I van Saksen-Coburg en Gotha (1784-1844)  | Ernst I van Saksen-Coburg en Gotha (1784-1844)        | Ernst I van Saksen-Coburg en Gotha (1784-1844)        | Ernst I van Saksen-Coburg en Gotha (1784-1844)        | Ernst I van Saksen-Coburg en Gotha (1784-1844)        |                                                       |                                                       |                                                    |                                                    |                                               |                                               | Louise van Saksen-Gotha-Altenburg (1800-1831) | Louise van Saksen-Gotha-Altenburg (1800-1831) | Louise van Saksen-Gotha-Altenburg (1800-1831) | Louise van Saksen-Gotha-Altenburg (1800-1831) | Louise van Saksen-Gotha-Altenburg (1800-1831)         | Louise van Saksen-Gotha-Altenburg (1800-1831)         |                                                       |                                                       |                                                       |                                                       |                                               |                                               |                                                    |                                                    |                                                    |                                                    | Eduard August van Kent (1767-1820)                 | Eduard August van Kent (1767-1820)                 | Eduard August van Kent (1767-1820)             | Eduard August van Kent (1767-1820)             | Eduard August van Kent (1767-1820)             | Eduard August van Kent (1767-1820)             |                                                  |                                                  |                                                  |                                                  |                                                  |                                                  | Victoire van Saksen-Coburg-Saalfeld ((1786-1861) | Victoire van Saksen-Coburg-Saalfeld ((1786-1861) | Victoire van Saksen-Coburg-Saalfeld ((1786-1861) | Victoire van Saksen-Coburg-Saalfeld ((1786-1861) | Victoire van Saksen-Coburg-Saalfeld ((1786-1861)      | Victoire van Saksen-Coburg-Saalfeld ((1786-1861)      |                                                       |                                                       |                                                       |                                                       |  |  |  |  |  |  |  |  |  |  |  |  |  |  |  |  |  |  |  |  |  |  |  |  |  |  |  |  |  |  |  |  |  |  |  |  |  |  |  |  |  |  |  |  |  |  |  |  |
|                                                 |                                                 |                                                 |                                                 |                                                 |                                                 |                                                       |                                                       |                                                       |                                                       | Albert van Saksen-Coburg en Gotha (1819-1861)         | Albert van Saksen-Coburg en Gotha (1819-1861)         | Albert van Saksen-Coburg en Gotha (1819-1861)      | Albert van Saksen-Coburg en Gotha (1819-1861)      | Albert van Saksen-Coburg en Gotha (1819-1861) | Albert van Saksen-Coburg en Gotha (1819-1861) |                                               |                                               |                                               |                                               |                                                       |                                                       |                                                       |                                                       |                                                       |                                                       |                                               |                                               |                                                    |                                                    |                                                    |                                                    |                                                    |                                                    |                                                |                                                |                                                |                                                | Victoria van het Verenigd Koninkrijk (1819-1901) | Victoria van het Verenigd Koninkrijk (1819-1901) | Victoria van het Verenigd Koninkrijk (1819-1901) | Victoria van het Verenigd Koninkrijk (1819-1901) | Victoria van het Verenigd Koninkrijk (1819-1901) | Victoria van het Verenigd Koninkrijk (1819-1901) |                                                  |                                                  |                                                  |                                                  |                                                       |                                                       |                                                       |                                                       |                                                       |                                                       |  |  |  |  |  |  |  |  |  |  |  |  |  |  |  |  |  |  |  |  |  |  |  |  |  |  |  |  |  |  |  |  |  |  |  |  |  |  |  |  |  |  |  |  |  |  |  |  |
|                                                 |                                                 |                                                 |                                                 |                                                 |                                                 |                                                       |                                                       |                                                       |                                                       | Albert van Saksen-Coburg en Gotha (1819-1861)         | Albert van Saksen-Coburg en Gotha (1819-1861)         | Albert van Saksen-Coburg en Gotha (1819-1861)      | Albert van Saksen-Coburg en Gotha (1819-1861)      | Albert van Saksen-Coburg en Gotha (1819-1861) | Albert van Saksen-Coburg en Gotha (1819-1861) |                                               |                                               |                                               |                                               |                                                       |                                                       |                                                       |                                                       |                                                       |                                                       |                                               |                                               |                                                    |                                                    |                                                    |                                                    |                                                    |                                                    |                                                |                                                |                                                |                                                | Victoria van het Verenigd Koninkrijk (1819-1901) | Victoria van het Verenigd Koninkrijk (1819-1901) | Victoria van het Verenigd Koninkrijk (1819-1901) | Victoria van het Verenigd Koninkrijk (1819-1901) | Victoria van het Verenigd Koninkrijk (1819-1901) | Victoria van het Verenigd Koninkrijk (1819-1901) |                                                  |                                                  |                                                  |                                                  |                                                       |                                                       |                                                       |                                                       |                                                       |                                                       |  |  |  |  |  |  |  |  |  |  |  |  |  |  |  |  |  |  |  |  |  |  |  |  |  |  |  |  |  |  |  |  |  |  |  |  |  |  |  |  |  |  |  |  |  |  |  |  |
|                                                 |                                                 |                                                 |                                                 |                                                 |                                                 |                                                       |                                                       |                                                       |                                                       |                                                       |                                                       |                                                    |                                                    |                                               |                                               |                                               |                                               |                                               |                                               |                                                       |                                                       |                                                       |                                                       |                                                       |                                                       |                                               |                                               |                                                    |                                                    |                                                    |                                                    |                                                    |                                                    |                                                |                                                |                                                |                                                |                                                  |                                                  |                                                  |                                                  |                                                  |                                                  |                                                  |                                                  |                                                  |                                                  |                                                       |                                                       |                                                       |                                                       |                                                       |                                                       |  |  |  |  |  |  |  |  |  |  |  |  |  |  |  |  |  |  |  |  |  |  |  |  |  |  |  |  |  |  |  |  |  |  |  |  |  |  |  |  |  |  |  |  |  |  |  |  |
|                                                 |                                                 |                                                 |                                                 |                                                 |                                                 |                                                       |                                                       |                                                       |                                                       |                                                       |                                                       |                                                    |                                                    |                                               |                                               |                                               |                                               |                                               |                                               |                                                       |                                                       |                                                       |                                                       |                                                       |                                                       |                                               |                                               |                                                    |                                                    |                                                    |                                                    |                                                    |                                                    |                                                |                                                |                                                |                                                |                                                  |                                                  |                                                  |                                                  |                                                  |                                                  |                                                  |                                                  |                                                  |                                                  |                                                       |                                                       |                                                       |                                                       |                                                       |                                                       |  |  |  |  |  |  |  |  |  |  |  |  |  |  |  |  |  |  |  |  |  |  |  |  |  |  |  |  |  |  |  |  |  |  |  |  |  |  |  |  |  |  |  |  |  |  |  |  |
| Victoria van Saksen-Coburg en Gotha (1840-1901) | Victoria van Saksen-Coburg en Gotha (1840-1901) | Victoria van Saksen-Coburg en Gotha (1840-1901) | Victoria van Saksen-Coburg en Gotha (1840-1901) | Victoria van Saksen-Coburg en Gotha (1840-1901) | Victoria van Saksen-Coburg en Gotha (1840-1901) |                                                       |                                                       | Edward VII van het Verenigd Koninkrijk (1841-1910)    | Edward VII van het Verenigd Koninkrijk (1841-1910)    | Edward VII van het Verenigd Koninkrijk (1841-1910)    | Edward VII van het Verenigd Koninkrijk (1841-1910)    | Edward VII van het Verenigd Koninkrijk (1841-1910) | Edward VII van het Verenigd Koninkrijk (1841-1910) |                                               |                                               | Alice van Saksen-Coburg en Gotha (1843-1878)  | Alice van Saksen-Coburg en Gotha (1843-1878)  | Alice van Saksen-Coburg en Gotha (1843-1878)  | Alice van Saksen-Coburg en Gotha (1843-1878)  | Alice van Saksen-Coburg en Gotha (1843-1878)          | Alice van Saksen-Coburg en Gotha (1843-1878)          |                                                       |                                                       | Alfred van Saksen-Coburg en Gotha (1844-1900)         | Alfred van Saksen-Coburg en Gotha (1844-1900)         | Alfred van Saksen-Coburg en Gotha (1844-1900) | Alfred van Saksen-Coburg en Gotha (1844-1900) | Alfred van Saksen-Coburg en Gotha (1844-1900)      | Alfred van Saksen-Coburg en Gotha (1844-1900)      |                                                    |                                                    | Arthur van Connaught en Strathearn (1850-1942)     | Arthur van Connaught en Strathearn (1850-1942)     | Arthur van Connaught en Strathearn (1850-1942) | Arthur van Connaught en Strathearn (1850-1942) | Arthur van Connaught en Strathearn (1850-1942) | Arthur van Connaught en Strathearn (1850-1942) |                                                  |                                                  | Beatrice van Saksen-Coburg en Gotha (1857-1944)  | Beatrice van Saksen-Coburg en Gotha (1857-1944)  | Beatrice van Saksen-Coburg en Gotha (1857-1944)  | Beatrice van Saksen-Coburg en Gotha (1857-1944)  | Beatrice van Saksen-Coburg en Gotha (1857-1944)  | Beatrice van Saksen-Coburg en Gotha (1857-1944)  |                                                  |                                                  | ... + 2 zusters en 1 broer                            | ... + 2 zusters en 1 broer                            | ... + 2 zusters en 1 broer                            | ... + 2 zusters en 1 broer                            | ... + 2 zusters en 1 broer                            | ... + 2 zusters en 1 broer                            |  |  |  |  |  |  |  |  |  |  |  |  |  |  |  |  |  |  |  |  |  |  |  |  |  |  |  |  |  |  |  |  |  |  |  |  |  |  |  |  |  |  |  |  |  |  |  |  |

- Bibsys: 90595219
- Biblioteca Nacional de España: XX954611
- Bibliothèque nationale de France: cb12309317p (data)
- Catàleg d'autoritats de noms i títols de Catalunya: 981058529877006706
- CiNii: DA15749253
- Gemeinsame Normdatei: 118528955
- International Standard Name Identifier: 0000 0003 8269 6461
- KulturNav: 31eddd50-6509-452f-95fd-6ec39d389983
- Library of Congress Control Number: n79039821
- National Archives and Records Administration: 10582270
- Bibliotheek van het Japanse parlement: 001123056
- Nationale Bibliotheek van Tsjechië: jn20030212003
- Nationale bibliotheek van Australië: 35057316
- Nationale Bibliotheek van Israël: 987007260628505171
- Nationale Bibliotheek van Polen: a0000001187686
- Nederlandse Thesaurus van Auteursnamen: 070464766
- Réseau des bibliothèques de Suisse occidentale: 02-A022873431
- RKD-Nederlands Instituut voor Kunstgeschiedenis: 25504
- Istituto Centrale per il Catalogo Unico: MUSV024024
- LIBRIS: 207197
- SNAC: w6010rbr
- Système universitaire de documentation: 031976077
- Museum of New Zealand Te Papa Tongarewa: 33717
- Trove: 814184
- Union List of Artist Names: 500023438
- Virtual International Authority File: 265340794
- WorldCat: E39PBJrCgR6J4fdyqdpMmT8DMP